# Nem-verbális kommunikáció
Nem-verbális kommunikációnak (más néven: nonverbális kommunikáció) nevezik a kommunikációs folyamatban a nem verbális jelek használatát. 
Fajtái: mimika, vokális kommunikáció, tekintet, mozgásos kommunikáció, testtartás, térköz.

## Mimika
Az érzelmeket kísérő arckifejezések segítik az érzelmek kommunikálását. Elsőként Darwin foglalkozott az érzelemkifejezéssel tudományos keretek között (könyve: Az érzelem kifejezése embernél és állatnál), azóta a pszichológusok az érzelmek kommunikálását túlélési értékkel bíró funkciónak tekintik.
Összesen hét érzelem tükröződik az arcon: öröm, meglepetés, félelem, szomorúság, harag, undor és az érdeklődés. Az arc mimikai szempontból legfontosabb fő vonalait és pontjait használják fel az érzelem kifejezésére. Ezek a szem pontja, a szemöldök és a száj vonalai.
A mimika ösztönösen működik,  még a vakon születettek arcjátéka sem különbözik az épekétől. Az alapérzelmek kifejezése egyetemes: különböző kultúrákban az érzelmek ugyanúgy jelennek meg az arcon. Mindez alátámasztja Darwin evolúciós történettel rendelkező, veleszületett elméletét az érzelmekről.

### Mimikai visszacsatolási hipotézis
Az arckifejezések kommunikatív funkciójukon túl az érzelmi élmény létrejöttéhez is hozzájárulnak. Az érzelmek szubjektív élményét meghatározzák azok az agyba érkező visszajelzések, amelyek a mimikai izmok működéséből származnak. Tehát az érzelem kifejezése annak átéléséhez vezet, de legalábbis az intenzitását befolyásolja. Ezt nevezik mimikai visszacsatolási hipotézisnek.
A kutatóknak ehhez olyan kísérleti helyzetet kellett teremteniük, hogy kizárhassák azt a zavaró tényezőt, hogy a kísérleti személyek esetleg előzetes tudásuk alapján azért éreznék magukat vidámabbnak, mert ezt a mosolygáshoz kötik. Tehát úgy kellett mosolyt csalni az arcukra, hogy ne vegyék észre. 
A személyeknek rajzfilmek mulatságosságát kellett megítélniük, úgy, hogy közben egy tollat kellett tartani a fogaik, vagy az ajkaik között.  Ha a fogunk között tartjuk a tollat, akkor mosolyszerű arckifejezésünk van, ha az ajkaink között, akkor szigorúbb a mimika.
A hipotézisnek megfelelően a kísérleti személyek mulatságosabbnak ítélték ugyanazt a rajzfilmet, hogyha a mosolyra hasonlító szájtartással nézték a filmet, mint ha az ajkuk között tartották.

## Tekintet
A tekintet mint kommunikációs csatorna egyes, magasabb rendű állatoknál is megfigyelhető. Bizonyos megfigyelések szerint a tekintet a különböző fajok között elemi, biológiai kommunikáció csatornája is, a magasabb rendű emlősökben a szem és a tekintet biológiai kódja azonos, így néhány egyszerű jelváltásra alkalmas. A tekintet az, amelyből észlelni lehet, hogy a másik lény percepciós (észlelhető) terében vagyunk-e. Ennek igen nagy szerepe van a túlélésben, életben maradásban. A tekintet arról kelt képet, hogy a másik mit észlel, mit vesz észre és ezáltal könnyíti a kontrollt a helyzet felett. Az emberi kommunikációban így az "impressziókeltés" tendenciájának fő bázisa ez. A tekintet irányának és tartalmának mindig jelzés értéke van, amelyre az interakciós partner szükségszerűen figyel. A tekinteten át történő kommunikáció többnyire öntudatlan, azonban van embléma jellegű tekintetkommunikáció is, például bizonyos helyzetekben a merev, hosszadalmas ránézés valamire egyezményes alapú közlés lehet. A tekintés sok szempontból normatív szabályozás alatt áll. Különböző társadalmi viszonylatokban megszabott lehet a tekintet iránya és tartalma. Bizonyos kultúrákban például a nőknek nem volt szabad rátekinteni társas helyzetben a férfiakra, hacsak azok nem társadalmilag elfogadott és szentesített kapcsolatformában társak. Tilos más partnernőjét hosszasan nézni, "fixírozni", e tilalom megszegése szankciókat válthat ki, még ma is lehet ebből verekedés, régebben pedig párbajok oka volt. A hosszas rátekintés kapcsolatminősítő kezdeményezés – "szemezés". A tekintet kifejez szeretetet, szimpátiát is. Kísérletek és klinikai megfigyelések szerint a szimpatikus, illetve a szeretett személyen – főleg annak arcán – huzamosabban áll meg a tekintet, és hamarabb és gyakrabban tér vissza rá. Ez nem tudatos megnyilvánulás, ha tudatosul, akkor általában elfojtásra vagy gátlásra kerül. A tekintetnek szabályozó szerepe is van, befolyásoló jelzéseket tartalmazhat. Jórészt a tekintet merevsége és "üressége" közvetíti a meg nem értés tényét, és váltja ki a kommunikáció megismétlését vagy kibővítését. A tekintet fontos eleme a mimikai kommunikáció különféle konstellációinak, lényegében tartozéka minden emóciókifejező mimikai formának is. Az említett vetületekben azonban a tekintet bizonyos fokig önálló szerepet kap. 
Vannak olyan technikai megoldások, amelyekkel a tekintet irányát rögzíteni, követni lehet, egyelőre ezeket főleg a percepció vizsgálatában használják. A tekintet rendkívül finom mozgásokra képes, ezt a külső szemizmok, az úgynevezett szemmozgató izmok finom beidegződése teszi lehetővé. 
A mindennapi kommunikációs helyzetekben nehéz elkülöníteni a tekintet és a mimika kommunikációs tényezőit. A mimikai kommunikáció eleme például a pupilla, amely heves emóciók hatására kitágul. Az egyes emóciók tartalmát és jellegét elsősorban az arc különböző részei tükrözik. Tomkins és Ekman kísérletükben a különböző emóciókat tükröző arcképeket két vízszintes vonallal három egyforma részre vágták. Vannak emóciók, amelyek a száj tartásából is valószínűsíthetőek, a legtöbb azonban az arc felső harmadából ismerhető fel, amely a szemet is tartalmazza. Említést érdemel, hogy arc a tekintettel együtt adja ki azokat a sémás alakzatokat, amelyek az emocionális felismerést, illetve a mimikai kommunikáció szignálját közvetítik. Az ilyen sémák nagyon egyszerű rajzokkal is visszaadhatók. E sémák mennyiségi viszonyai is kifejezhetők, így bizonyos fokig van mód az emóciókifejezés szignáljainak matematikai modellezésére is. 

## Vokális kommunikáció
Ide tartoznak az úgynevezett paralingvisztikai tényezők (azaz a nyelven túli), például hangnem, hanghordozás, hanglejtés, hangsúly. A hangból megállapíthatjuk a közlő nemét, korát, karakterét, természetét, illetve 
a használt dialektust.

## Mozgásos kommunikáció
A mozgásos kommunikációs csatornák, (négyféle ilyen csatornát különböztetünk meg): gesztusok, testtartás, térközszabályozás, kinezika. 

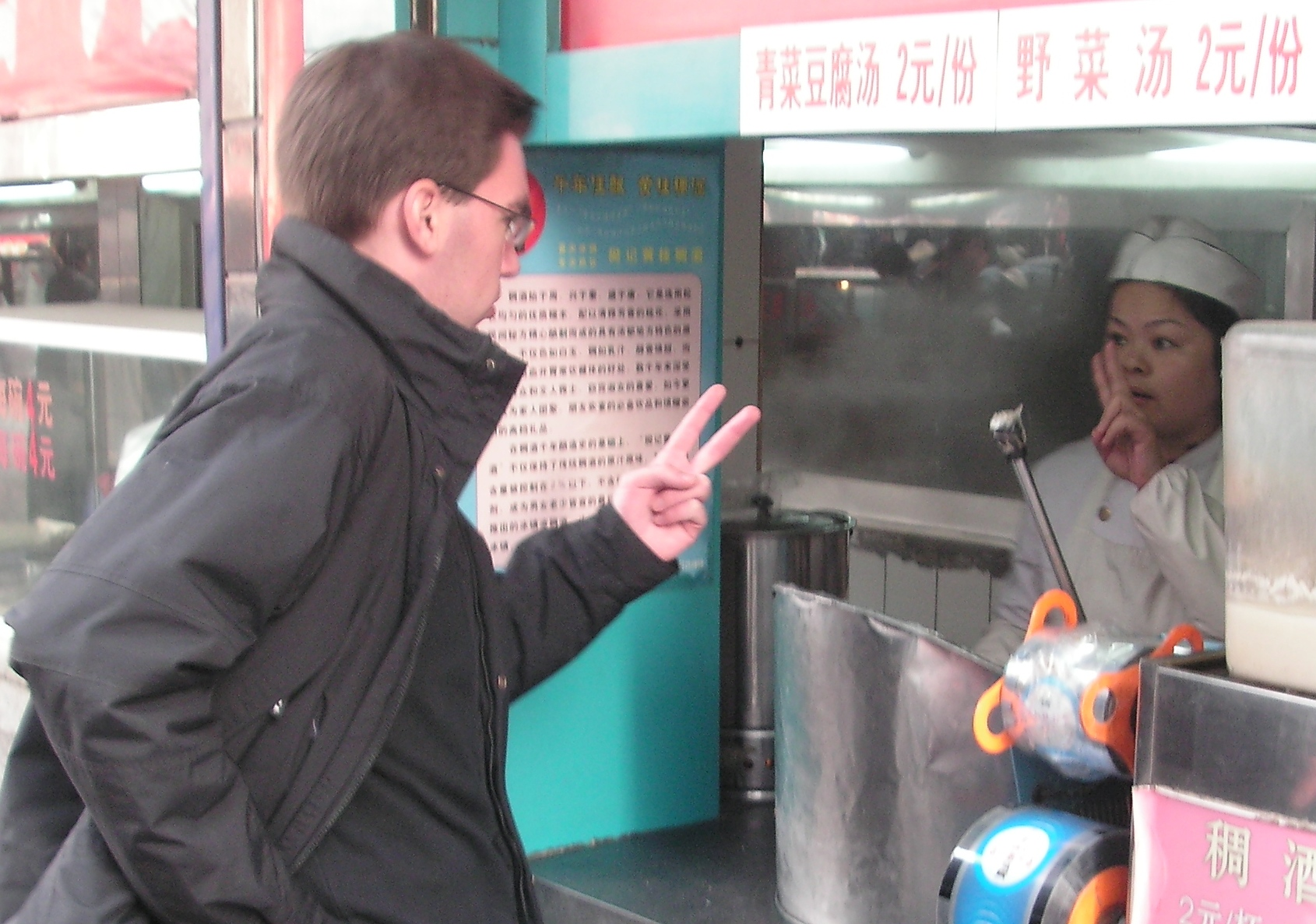
Darabszám egyeztetés ujjak segítségével

A gesztusok közé a fej, kezek és a karok mozgását soroljuk. E testrészek a közvetlen kommunikációban általában mozgásban vannak. E mozgásoknak jelentésük van, egy részük tudatos, másik felük öntudatlan. A gesztusok szabályozó 
funkciót töltenek be, a kommunikáció folytatását, gyorsítását, megszakítását, magyarázatát kérve. A gesztusok nagyon sok zavarjelet közvetítenek, például a feszültség jelét. A gesztusokban gyakran tükröződnek a szimbólumok, például 
a karikagyűrűjével játszó nő a házasságának gondjaival küzd.

## Testtartás
Viszonyt, álláspontot, szubjektív értékelést fejez ki. Különböző szociális viszonylatokban, szerephelyzetekben meghatározó testtartás kívánatos. Az interakciós helyzetben akaratlanul és öntudatlanul is átvesszük egymás testtartását.
A testtartásnak (proxemia) ezen belül az állásmódnak megnevezései: egyenes, peckes állás, púpos, görnyedt, roggyant, alázatos, kevély, tartózkodó tartás, délceg, katonás stb. testtartás a testi állapot mellett lelki tulajdonságokra is utalnak. A kommunikációs folyamat során legcélravezetőbb az egyenes testtartás, a pici terpesz- vagy „pihenj” állás (bár ez utóbbi „ingadozást” eredményezhet).

## Térközszabályozás – Proxemika
A proxemika (latin eredetű szó proximus közelséget, közelebbit jelent) szabályozza, hogy az emberek mikor milyen közel mehetnek egymáshoz.Edward T. Hall amerikai antropológus elsőként tanulmányozta az ember térbeli szükségleteit, az ő megfigyelései alapján osztották az egyének által használt távolságokat zónákra.
Itt találhatóak azok a metakommunikációs zónák és távolságaik, melyeket érdemes a kommunikációban figyelembe venni. 

### Intim zóna (más néven aura)
0-60 cm. A legfontosabb zóna, csupán az érzelmileg közelállóknak szabad behatolni. Ide tartozik a házastárs. Létezik egy belső zóna is, amely legfeljebb 15 cm-re terjed a testtől és csupán fizikai érintkezés során érhető el, ez a szoros intim zóna. Intim zónába tulajdonképpen csak két okból törnek be embertársaink: vagy szerelemről, szexről és más, nagyon meghitt érzésről van szó, vagy az ellenkezőjéről: ellenséges viszonyról, vagyis nyílt támadásról. De mindkét esetben egyaránt izgalmas a helyzet. A szív gyorsabban ver és az adrenalin szint fokozódik.

### Személyes zóna
60 cm – 1,2 m. Ekkora távolságra állunk másoktól koktélpartikon, hivatalos és társas összejöveteleken és társas találkozókon. Család, gyerekek, szülők.

### Társadalmi zóna
1,2 m – 3,6 m. Ekkora távolságra állunk idegenektől, mindazoktól, akiket nem ismerünk eléggé.

### Nyilvános zóna
3,6 m – . Ez a megfelelő távolság, ha nagy létszámú csoporthoz intézzük szavainkat.

### A távolság mértéke függ
1. Mennyire szeretjük a másikat. Barátok kisebb távolságot is elegendőnek tartanak egymás között, mint az idegenek.
2. Milyen az egymáshoz viszonyított státuszunk? A magas státuszú embereket nagyobb távolságról szólítják meg, mint az alacsony státuszúakat.
3. Kulturális különbségek.
3.1 Földrajzi helyből adódó kulturális különbségek. 
3.1.1 A közel-keleti kultúrákban, Afrikában, Dél-Amerikában a személyközi távolságok sokkal kisebbek. Az arab kultúrának része, hogy a személyészlelésben nem csupán a látható, és egy-egy érintéssel esetleg érzékelhető benyomások, de a másik illata is szerepet játszik. Ezért az arabok a mi mércénkhez képest kényelmetlenül közel állnak beszélgetőtársukhoz. Ezek az ún. érintést engedő kultúrák. Ezeket a különbségeket az egyes rasszhoz tartozóknál is megfigyelték: a fekete gyerekek szignifikánsan közelebb álltak az emberekhez, mint fehér társaik. 
3.1.2 Az európai és az észak-amerikai, valamint a távol-keleti kultúrkört nevezik érintést korlátozó kultúrának is. 
3.2 A lakóhely településtípusából adódó különbségek. Ez leginkább a kézfogásoknál figyelhető meg. A kistelepülésről érkezett ember egy kicsit oldalra fordulva, határozottan kinyújtja a kezét felénk, míg egy nagyváros lakója egészen közel lépve hozzánk, kissé behajlított könyökkel tartja felénk tenyerét a kézfogásra.

## Kinezika
A kinezika a kifejező erejű testmozdulatok vizsgálatának tudománya, magában foglalja a mimika és a gesztusmozgások, valamint a testtartások jelenségeit is és még sokkal több, más finom megnyilvánulásokat. A kinezikus mozgások 
értelmezése öntudatlan, spontán a mindennapi életben.

## Kronémika
A kommunikációban szerepet játszik az is, hogy mennyi időt fordítunk az egyes beszélgetési szakaszokra, mennyi ideig üdvözlünk valakit, mennyi idő telik el a közlésre, a búcsúra. A csendes kommunikációval, vagyis az elhallgatásokkal, a szünetekkel is kifejezhetjük érzéseinket (pl. szorongásunkat, elbizonytalanodásunkat) vagy a témához és a partnerhez való viszonyunkat (pl. nem érdekel, amit mond). A kommunikáció időviszonyait magába foglaló nem verbális jeleit kronémikának nevezzük.

## Nem-verbális kommunikáció és fogyatékosság
A kommunikációnak számos eszköze van, ezeknek csak egyike a verbális nyelv. 
- A siketek a hangnyelvet és a jelnyelvet egyaránt használják. A metakommunikáció hangzó részét nem észlelik, de a látható részét jobban tudják értelmezni, mint a hallók.
- A vakok a tekintetet nem képesek használni, és nem észlelik a mimikát, a mozgásos kommunikáció nagy részét, a tekintetet.
- Az autistáknak nemcsak a verbális, hanem a nem-verbális kommunikációs képességeik is zavart szenvednek.
- A mozgássérülteknek a metakommunikáció mozgásos részével vannak gondjaik, mert egyes mozdulatokat nem tudnak kivitelezni.
- A beszédfogyatékosok jobban rászorulnak a nem-verbális kommunikáció használatára, mint a jól beszélők.